# Propionylessigsäureethylester
Propionylessigsäureethylester ist eine chemische Verbindung aus der Gruppe der Ketoester.

## Gewinnung und Darstellung
Propionylessigsäureethylester kann durch Acylierung des Anions von Ethylacetat mit 4-Biphenylylpropionat hergestellt werden.

## Eigenschaften
Propionylessigsäureethylester ist eine farblose klare Flüssigkeit.

## Verwendung
Propionylessigsäureethylester wird als Zwischenprodukt zur Herstellung anderer chemischer Verbindungen (wie zum Beispiel Etodolac) verwendet.